# Royal Docks

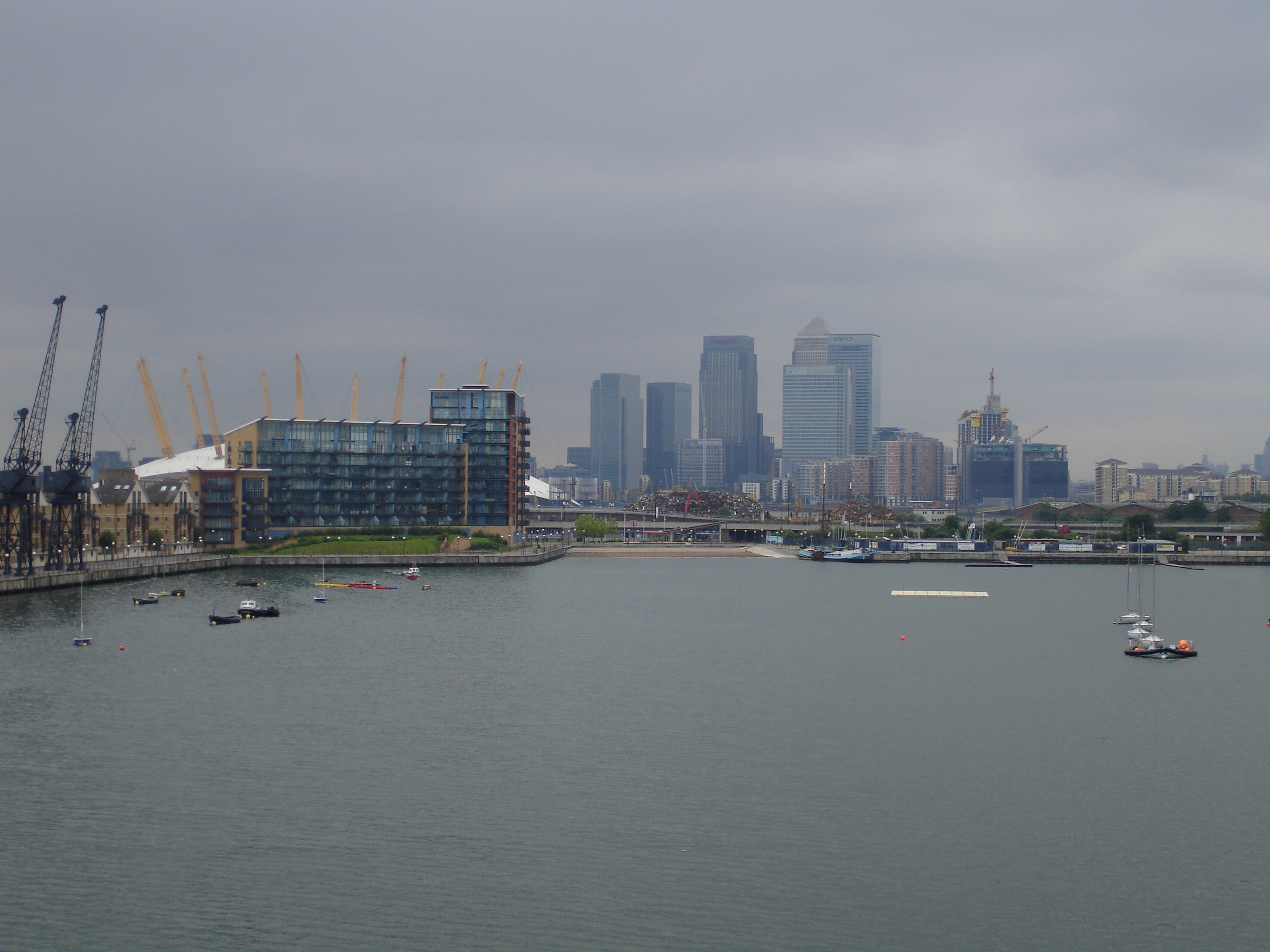
Das Royal Victoria Dock, Blick nach Westen auf die Canary Wharf

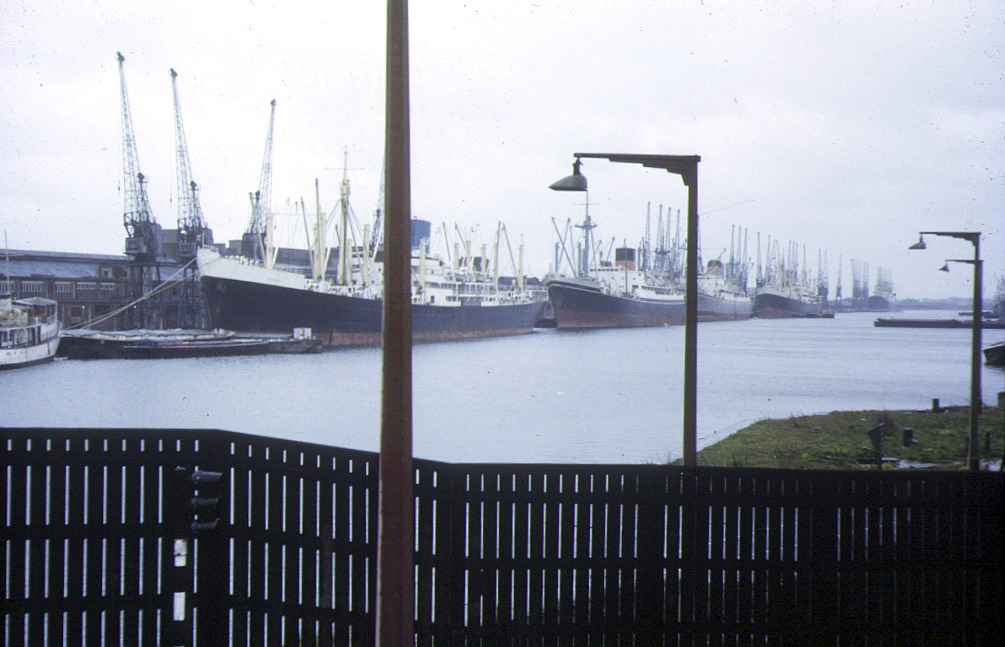
Das Royal Albert Dock von Westen (1973)

Die Royal Docks bestehen aus drei Hafenbecken im Eastend von London – dem Royal Albert Dock, dem Royal Victoria Dock und dem King George V Dock. Korrekt lautet ihr Name Royal Group of Docks, um sie von den Royal Dockyards zu unterscheiden. Ihr Name leitet sich von ihrer Benennung nach Mitgliedern der königlichen Familie her und nicht, weil sie etwa der Krone gehörten. Die drei Hafenbecken bildeten zusammen mit einer Wasserfläche von 1,0 km² und einer Gesamtfläche von 4,5 km² die größten zusammenhängenden Hafenanlagen der Welt. Diese Fläche entspricht der des gesamten Stadtzentrums von London vom Hyde Park bis zur Tower Bridge.

## Geschichte
Die drei Hafenbecken wurden zwischen 1855 und 1921 fertiggestellt und liegen in den Stadtbezirken East Ham und West Ham (heute London Borough of Newham). Das Royal Victoria Dock und das Royal Albert Dock wurden von der London & St. Katharine Docks Company gebaut, um als Ankerplätze für große Schiffe zu dienen, die nicht weiter stromaufwärts fahren konnten. Ihnen war großer wirtschaftlicher Erfolg beschieden und in der ersten Hälfte des 20. Jahrhunderts wurden sie zu Londons wichtigsten Hafenanlagen. Mit ihren Reihen von riesigen Getreidesilos und Kühlhäusern entlang der Kais wurden sie besonders für den Import und die Entladung von Nahrungsmitteln genutzt. An den 19,3 km laufender Kailänge der gewaltigen Hafenbecken konnten Hunderte von Passagier- und Frachtschiffen gleichzeitig anlegen. Nach der Eröffnung des Royal Albert Dock 1880, der für einen Anschluss der Royal Docks an den Gallion’s Reach der Themse, 17,7 km unterhalb der Tower Bridge sorgte, reagierte der Wettbewerber East & West India Docks Company mit dem Bau der Tilbury Docks noch weiter stromabwärts. Der ruinöse Wettbewerb führte letztendlich dazu, dass alle Hafenanlagen an der Themse 1909 von der Port of London Authority (PLA) übernommen wurden. Die PLA stellte das King George V Dock 1921 fertig und reservierte ein Grundstück nördlich davon für ein viertes Hafenbecken, das allerdings nie gebaut wurde.
Der Generalstreik von 1926 traf die Royal Docks auf Grund der Drohungen, den elektrischen Strom für die Kühlungen 750.000 geschlachteter und gefrorener Tiere abzuschalten, hart. Glücklicherweise konnte der Eigentümer der Hafenanlagen, die Royal Navy diese Gefahr abwenden, indem sie die Generatoren zweier U-Boote an die Stromversorgung der Kühlhäuser anschloss.
Obwohl die Royal Docks im Zweiten Weltkrieg durch deutsche Bomben stark beschädigt wurden, erholten sie sich nach dem Krieg rasch, litten aber ab 1960 unter einem starken Niedergang durch die Einführung des Containertransportes. Dennoch überlebten sie länger als alle anderen Hafenanlagen am oberen Lauf der Themse. Erst 1981 wurden sie für den Handel geschlossen. Die Schließung der Hafenanlagen führte zu einer hohen Arbeitslosenquote und zu sozialem Abstieg in den umliegenden Gemeinden North Woolwich und Silvertown.

## Stadtentwicklung
Wegen der relativ weiten Entfernung vom Londoner Stadtzentrum und der schlechten Nahverkehrsverbindungen kam die Stadtentwicklung der Docklands in den Royal Docks schlechter voran als in anderen früheren Hafenanlagen. Die London Docklands Development Corporation investierte in den 1980er- und 1990er-Jahren viel Arbeit in die Verbesserung des Nahverkehrsangebotes und in die Werbung für den Umbau in ein Wohn- und Geschäftsviertel. Tausende neuer Häuser wurden in Beckton, unmittelbar nördlich der Royal Docks, gebaut und ein weiterer Ast der Docklands Light Railway wurde 1994 eröffnet, der das Gelände an das Londoner Stadtzentrum und die Canary Wharf anband.
Seitdem wurden viele andere große Projekte vorgeschlagen und eingeleitet. Es entstanden viele Wohnblocks, besonders am architektonisch fortschrittlichen Eastern Quay auf der Südseite des Royal Victoria Dock, im Capital East nördlich der Hafenbecken und im großen Komplex am Gallion’s Reach weit im Osten der Royal Docks. Auch der Bau des Universitätscampus der University of East London und des ExCeL Exhibition Centres ist zu erwähnen. Ebenfalls wurde in den Royal Docks der Flughafen London City (internationaler Code: LCY) gebaut, der 1988 eröffnet wurde und zwischen dem Royal Albert Dock und dem King George V Dock liegt. Während die Hafenbecken größtenteils unangetastet bleiben, ist von der alten Infrastruktur wenig übriggeblieben, wenn auch einige historische Lagerhäuser und Kräne bewahrt werden konnten.
Transport for London verbessert das Nahverkehrsangebot um die Royal Docks weiter und verlängerte die Docklands Light Railway weiter von North Woolwich nach Woolwich Arsenal und vermutlich auch vom Gallion’s Reach nach Dagenham. Das Gebiet der Royal Docks soll auch mit einer vierspurigen Mautbrücke mit Thamesmead am Südufer der Themse verbunden werden. Auch soll ein Ast der Crossrail-Linie quer durch London unter den Royal Docks zwischen Custom House und Plumstead hindurch führen. Dieses teure Projekt wird aber erst noch von einer Parlamentskommission geprüft. Eine öffentliche Untersuchung über die Notwendigkeit der Thames Gateway Bridge wurde im Mai 2006 abgeschlossen, wobei sie in den Wohnvierteln zwischen Plumstead und Danson Interchange (Anschluss an die A2) besonders umstritten war.

## Schifffahrt
Die Hafenbecken sind zwar für den Frachtschiffverkehr geschlossen, aber der größte Teil der Wasserfläche existiert noch und kann von Schiffen – auch von großen – befahren werden. Hauptsächlich werden die Hafenbecken für den Wassersport genutzt, aber gelegentlich fahren auch Kriegs- und Handelsschiffe ein, besonders während der jährlichen London Boat Show, die am ExCeL Exhibition Centre stattfindet. Der Betrieb der Wasserflächen der Royal Docks und auch der Schleusen und Brücken liegt jetzt in der Verantwortung der Royal Docks Management Authority Ltd. (RoDMA), die den Eignern der umliegenden Grundstücke gehört und von ihren unterhalten wird.